# Nattawat Wongsri
Nattawat Wongsri (thailändisch ณัฐวัฒน์ วงษ์ศรี, * 20. Juli 1994) ist ein thailändischer Fußballspieler.

## Karriere
Nattawat Wongsri stand 2019 beim Nonthaburi United S.Boonmeerit FC unter Vertrag. Wo er vorher gespielt hat, ist unbekannt. Der Verein aus der thailändischen Hauptstadt Bangkok spielte in der dritten thailändischen Liga. Hier trat er mit dem Verein in der Lower Region an. 2020 wechselte er zum ebenfalls in der dritten Liga spielenden Raj-Pracha FC. Am Ende der Saison feierte er mit Raj-Pracha die Vizemeisterschaft und den Aufstieg in die zweite Liga. Sein Zweitligadebüt gab Nattawat Wongsri am 16. Oktober 2021 (9. Spieltag) im Heimspiel gegen den Erstligaabsteiger Rayong FC. Hier wurde er in der 73. Minute für Ronnayod Mingmitwan eingewechselt. Das Spiel endete 3:3. Am Ende der Saison 2022/23 musste er mit dem Hauptstadtverein in die dritte Liga absteigen. Nach insgesamt 41 Ligaspielen wechselte er im Sommer 2023 nach Chanthaburi zum Zweitligaaufsteiger Chanthaburi FC. Nach 21 Ligaspielen wurde sein Vertrag im Sommer 2024 nicht verlängert. Im Juli 2024 nahm ihn der ebenfalls in der zweiten Liga spielenden Lampang FC unter Vertrag. Für den Verein aus Lampang bestritt er 29 Ligaspiele. Nach der Saison 2024/25 zog sich der Lampang FC aus Ligabetrieb zurück. Im August 2025 nahm ihn der Zweitligist Trat FC unter Vertrag.